# منامه
منامه(به عربی: المَنامَة) پایتخت کشور بحرین و بزرگ‌ترین شهر این کشور است که در استان عاصمه واقع شده‌است. مساحت منامه ۳۰ کیلومتر مربع و جمعیت آن ۱۵۷۰۰۰ نفر است.

## تعریف کلی

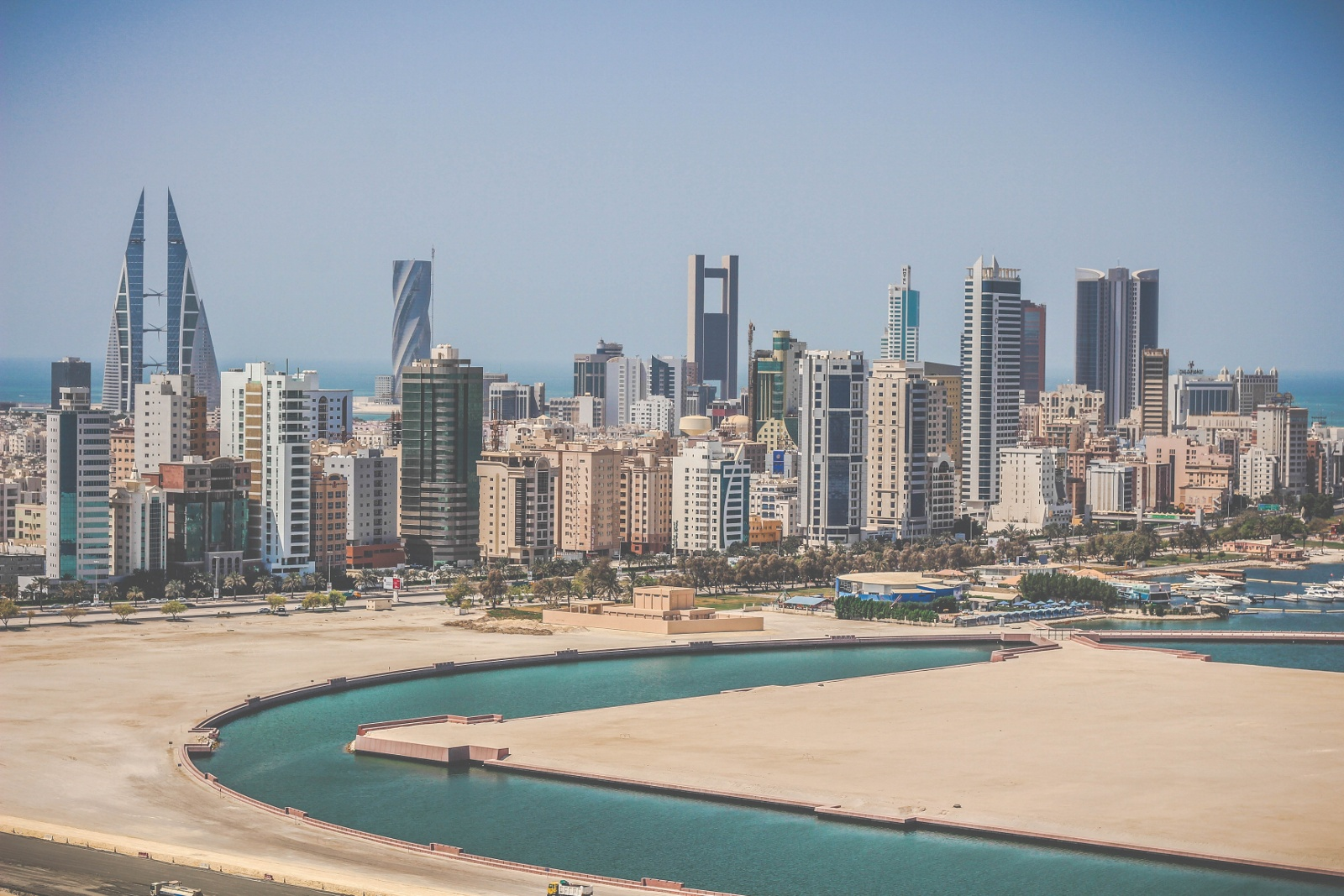
برج های منامه.

منامه به عربی:الْمَنَامَة به انگلیسی:el-Menâme پایتخت و بزرگترین شهر بحرین است، با جمعیت تقریبی ۲۰۰ هزار نفر تا سال ۲۰۲۰. از دیرباز یک مرکز تجاری مهم در خلیج فارس، منامه بوده است. این شهر طی دورانی بسیار طولانی یکی از شهرهای شاهنشاهی ایران بعنوان مرکز ناحیه بحرین به شمار می رفت گرچه که تحت سلطه چند کشور پس از استقلال حاکمیت از ایران بعنوان پایتخت بحرین بوده است. جمعیت بسیار متنوع پس از دوره‌هایی تحت کنترل پرتغالی‌ها و پارس‌ها و تهاجم‌ های سلسله‌ های حاکم عربستان سعودی و عمان، بحرین در سال ۱۹۷۱ میلادی پس از یک دوره هژمونی بریتانیا، خود را به عنوان یک کشور مستقل تثبیت کرد.

## جغرافیا
شهر منامه در قسمت شمال شرقی خاک این کشور واقع شده‌است و جزیره محرق در جلو این شهر و در ناحیهٔ مشرق قرار دارد. مساحت منامه در حدود ۲۷٫۴۸ کیلومتر مربع است. راه ارتباطی شهر منامه با جزیره محرق بوسیلهٔ پلی است که به نام پل شیخ عیسی بن سلمان معروف است. این پل از فراز خور القلیعه می‌گذرد. در سایر نقاط شهر منامه چشمه‌های آب شیرین و باغ‌های نخل خرمای زیادی وجود دارد. در دوران پیشین کشور بحرین به نام «سرزمین یک میلیون نخل» (به عربی: أرض میلیون نخلة) معروف بوده‌است اما در حال حاضر بیشتر این چشمه‌های آب شیرین خشکیده و بسیاری از باغ‌های نخل خرما نیز نابود شده‌اند.

## جمعیت
جمعیت منامه بر پایه آمار سال ۲۰۰۱ برابر با ۱۵۳٬۳۹۵ نفر بوده‌است که در حدود یک چهارم جمعیت کشور را در بر می‌گیرد. مردم بحرین بیشتر عرب، ایرانی و هندی هستند. تعداد کمی نیز از یهودیان در این کشور وجود دارند که از دوران بسیار دور زندگی می‌کنند و تابعیت این کشور را دارند.

## پیشینه
منامه در قرن چهاردهم میلادی بنا گردید و به تدریج از لحاظ بندری توسعه پیدا کرد. بندر جدید در اواخر دهه ۱۹۵۰ میلادی تأسیس شد. در دهه ۱۹۶۰ این بندر صاحب صنایع سبک و صنایع کشتی‌سازی شد.

## امکانات شهر منامه
شهر منامه شامل امکانات زیر است:
- بندرگاه بزرگ میناء سلمان
- کارخانهٔ ماهی
- کارخانه آرد
- بیت القرآن
- پل ملک فهد که بحرین به عربستان سعودی وصل می‌کند، درازی این پل ۲۵ کیلومتر است.

## بازارهای قدیم منامه
- بازار چهارشنبه (به عربی: سوق الأربعاء)
- بازار آهنگران (به عربی: سوق الحدادین)
- بازار تنباکو (به عربی: سوق التبغ/سوگ التِتِن)
- بازار مسگران (به عربی: سوق الصفارین)
- بازار مروارید (به عربی: سوق الطواشین)

## پل‌ها
شهر منامه به وسیله سه پل به شهر محرق وصل می‌شود که به شرح زیر است:
- پل شیخ حمد (جسر الشیخ حمد بن عیسی بن علی آل خلیفة سال ۱۹۲۹ میلادی)
- پل شیخ عیسی (جسر الشیخ عیسی بن سلمان سال ۱۹۹۷ میلادی)
- پل شیخ خلیفه (جسر الشیخ خلیفة بن سلمان سال ۲۰۰۵ میلادی)